# 彼得拉里鄉 (沃爾恰縣)
45°6′N 24°7′E / 45.100°N 24.117°E
彼得拉里鄉（羅馬尼亞語：Comuna Pietrari, Vâlcea），是羅馬尼亞的鄉份，位於該國西南部，由沃爾恰縣負責管轄，處於布加勒斯特以西170公里，每年平均降雨量1,241毫米，海拔高度376米，2002年人口3,239。